# Église Saint-Christophe de Saint-Christophe-des-Bardes
Pour les articles homonymes, voir Église Saint-Christophe.
L'église Saint-Christophe est une église catholique, de style roman, située à Saint-Christophe-des-Bardes, en France. Son portail roman est classé auprès des monuments historiques..

## Localisation
L'église est située dans le département français de la Gironde, au cœur du cimetière de la commune de Saint-Christophe-des-Bardes.

## Historique et description
|  |

L'église, qui date du XIIe siècle, a un portail sculpté remarquable. À l’origine, elle n’était qu’une simple chapelle ou oratoire, rattachée au Chapitre de Saint-Émilion jusqu’en 1161. Ses dimensions étaient de 11 m sur 6,95 m.
L’église Saint-Christophe est composée d’une nef unique depuis sa construction au XIIe siècle. Cette nef a été agrandie au cours du XVIe siècle.
En 1859, l’église reçoit une voûte en plâtre et en 1860, elle fait l’objet de quelques travaux sous la direction de l’architecte diocésain Pierre-Auguste Labbé. Le fronton triangulaire de la façade occidentale est remplacé par un clocher quadrilatère surmonté d’une flèche. À l’intérieur, les travaux ont effacé la quasi-totalité des vestiges romans. 
Le portail est classé au titre des monuments historiques en 1908 et l'église en totalité est inscrite en 2000.

### La façade occidentale romane
L’édifice conserve un beAU portail en plein cintre présentant neuf arcades en retrait datant du XIIe siècle. L’ouverture de la porte est diminuée en 1786.
| - La façade romane |

Les voussures : Quatre des neuf voussures portent un décor sculpté. De l'extérieur vers l'intérieur :
- Un simple « dents de scie ».
- Plus de 40 oiseaux (des oies ?) à la queue leu-leu montent, de chaque côté, vers le sommet de l'archivolte. On trouve les mêmes oiseaux sur le cordon de l'ébrasure sud du portail.
- Une série de feuilles de chêne.
- Des rinceaux

Les chapiteaux
L’ébrasement nord et sud du portail ont chacun six chapiteaux sculptés. Les chapiteaux sont décorés de personnages divers et d’animaux fantastiques. Certains sont très érodés et leur description et identification sont problématiques.
Ébrasement nord, de l'intérieur vers l'extérieur :
- D'abord, les vestiges d'un quadrupède rampant. Sur les deux faces de la corbeille, un homme, habillé en tunique longue, est étalé sur le dos, ses mains étendues vers un personnage au-dessus de lui. Sur l'angle de la corbeille, les vestiges d'un être maléfique. C'est peut-être une représentation de la lutte entre le Bien et le Mal pour l'âme d'un défunt.
- Un chapiteau très érodé. Sur une face un homme tenant un glaive dans la main droite.
- Un oiseau de proie bicorporé, la tête sur l'angle de la corbeille. Il boit dans un vase et tient entre ses serres un fruit sphérique.
- Un chapiteau très érodé. Peut-être sur une face un lion rampant, la tête détournée vers l'angle de la corbeille et sur l'autre face un oiseau de proie.
- Trois hommes, chacun habillé en robe longue et tenant à la main un bâton (ou crosse ?)
- Trois personnages. Un est habillé en robe longue, les autres sont trop érodés pour les décrire.

| - L'ébrasement Nord - L'ébrasement Sud - Le cordon Sud |

Ébrasement sud, de l'intérieur vers l'extérieur :
- Un chien rampant, puis trois personnages.
- Des quadrupèdes (?).
- Un oiseau et sur l'autre face un personnage.
- Trois personnages.
- Un monstre et sur l'autre face deux personnages habillés en robe longue, l'un derrière l'autre, les pieds nus.
- Deux lions rampants, les têtes détournées et affrontées sur l'angle de la corbeille. Ils tiennent un animal dans leurs gueules.

Le cordon de l'ébrasement sud : De gauche à droite on voit : Un homme habillé en tunique courte est allongé. Contre sa tête, la tête d'un être maléfique (oreilles pointues), également allongé et habillé en tunique courte. Sur l'angle du cordon se trouve un petit personnage. Ensuite un homme allongé en tunique courte. À ses pieds, deux oiseaux semblables à ceux qui se trouvent sur l'archivolte du portail.

Des photographies des chapiteaux se trouvent ici : 
Les modillons de la corniche
Les modillons qui supportent la corniche de la façade occidentale datent de la deuxième moitié du XIXe siècle. L'architecte Pierre-Auguste Labbé a repris certains des thèmes classiques de l'iconographie romane. Mais l'ensemble ne possède pas la force morale et la cohérence des sculptures romanes dénonçant habituellement les péchés capitaux (voir l'Iconographie des modillons romans pour plus de détails).
Les cadrans canoniaux
| - N°1 |

| - N°2 |

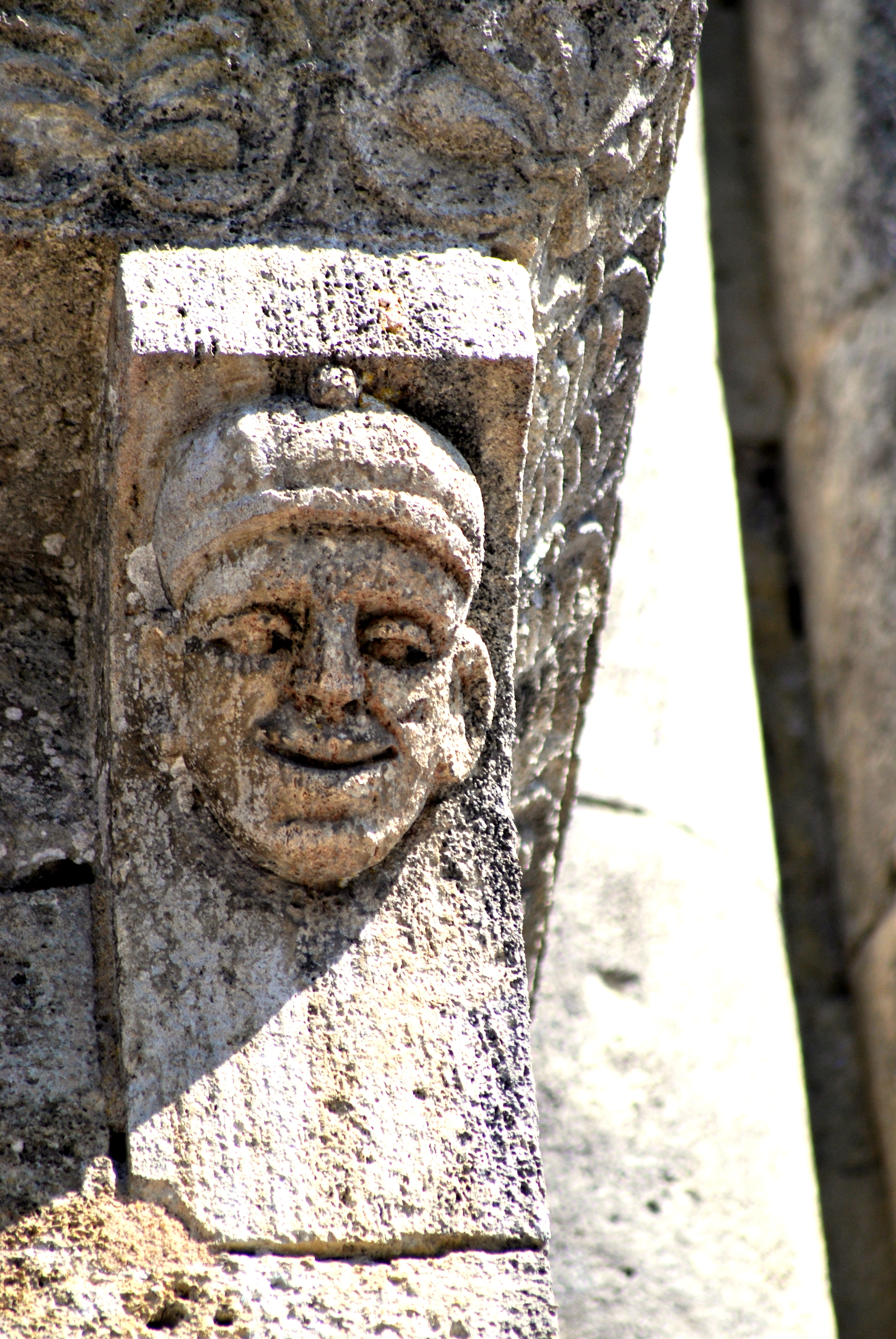
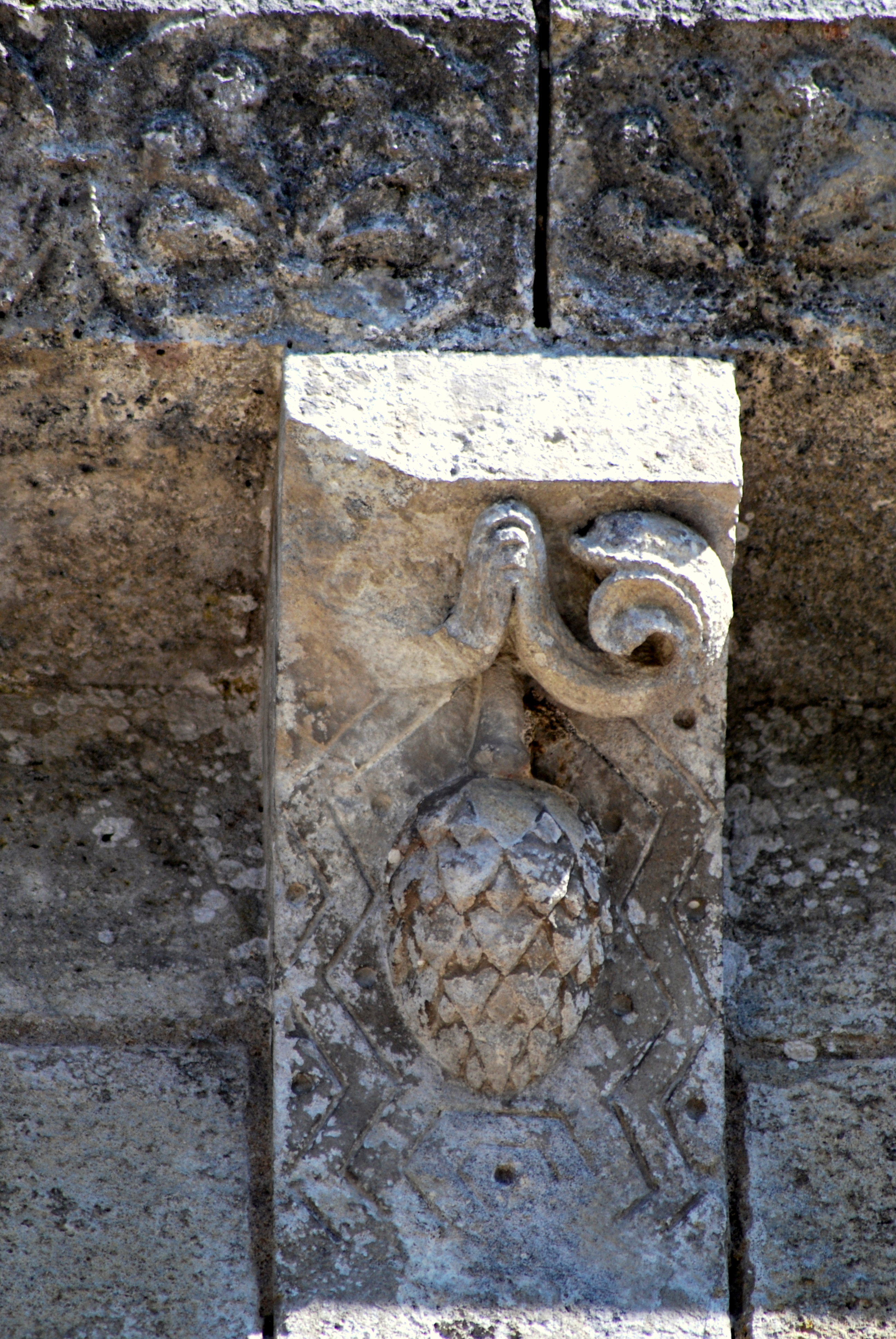
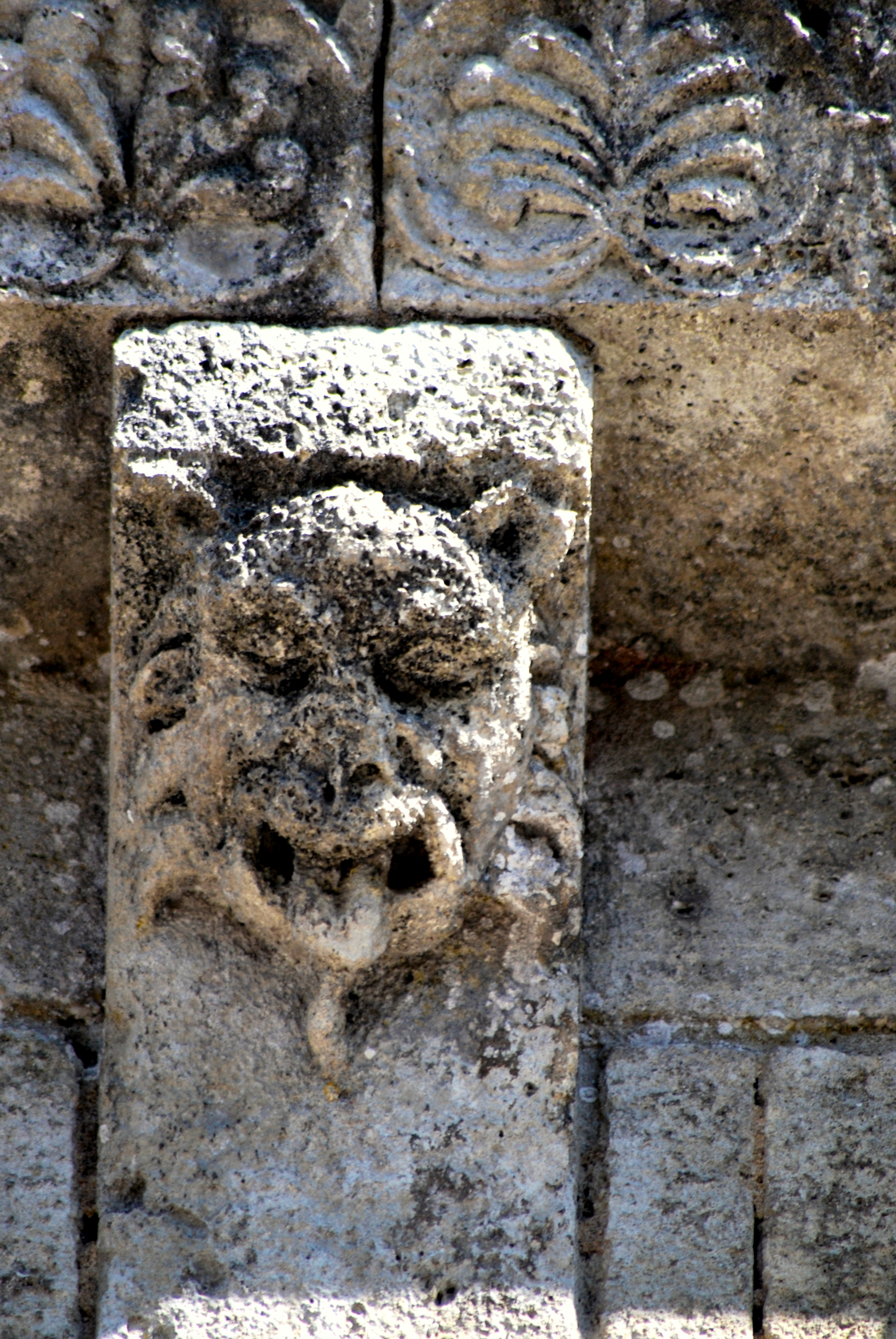
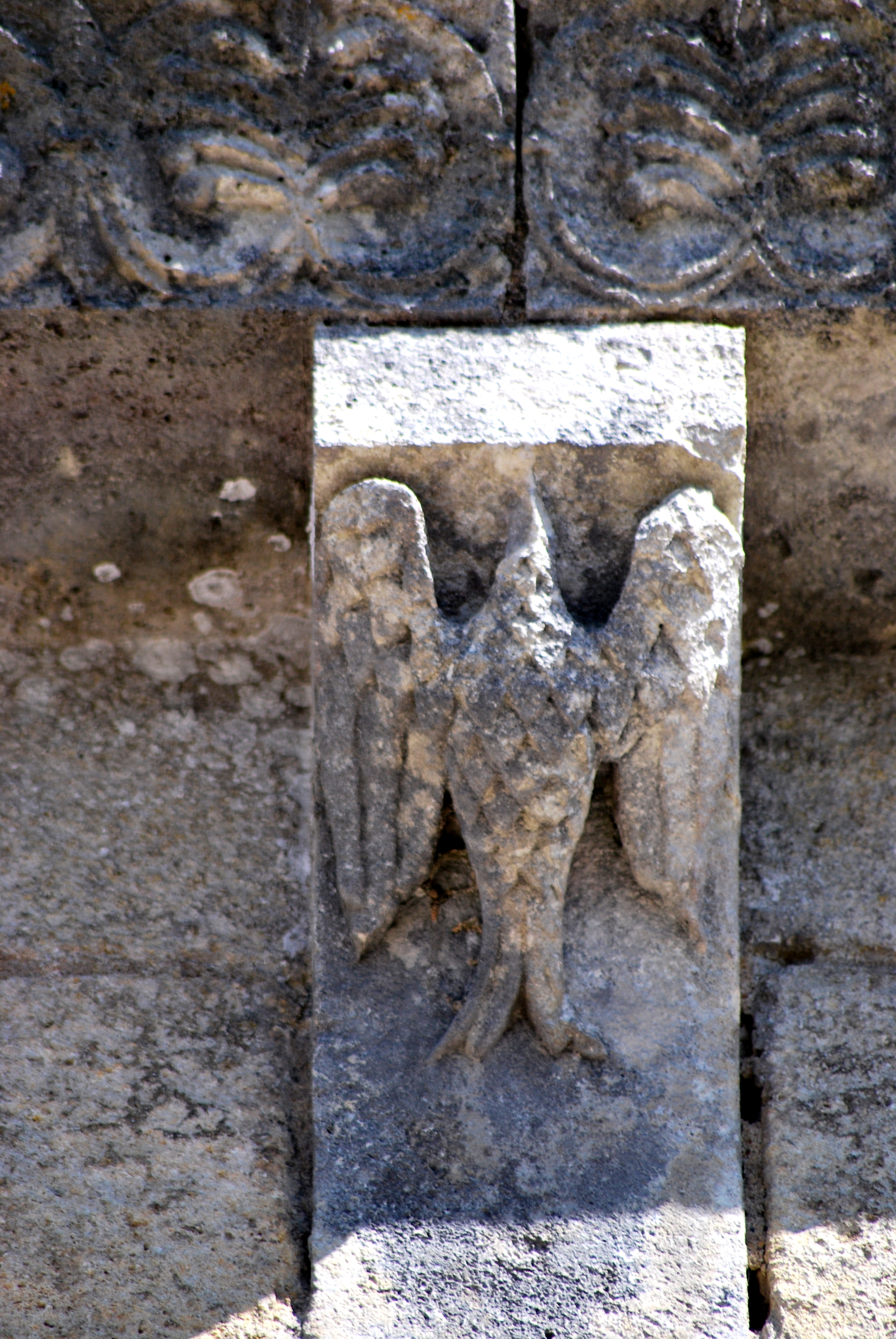
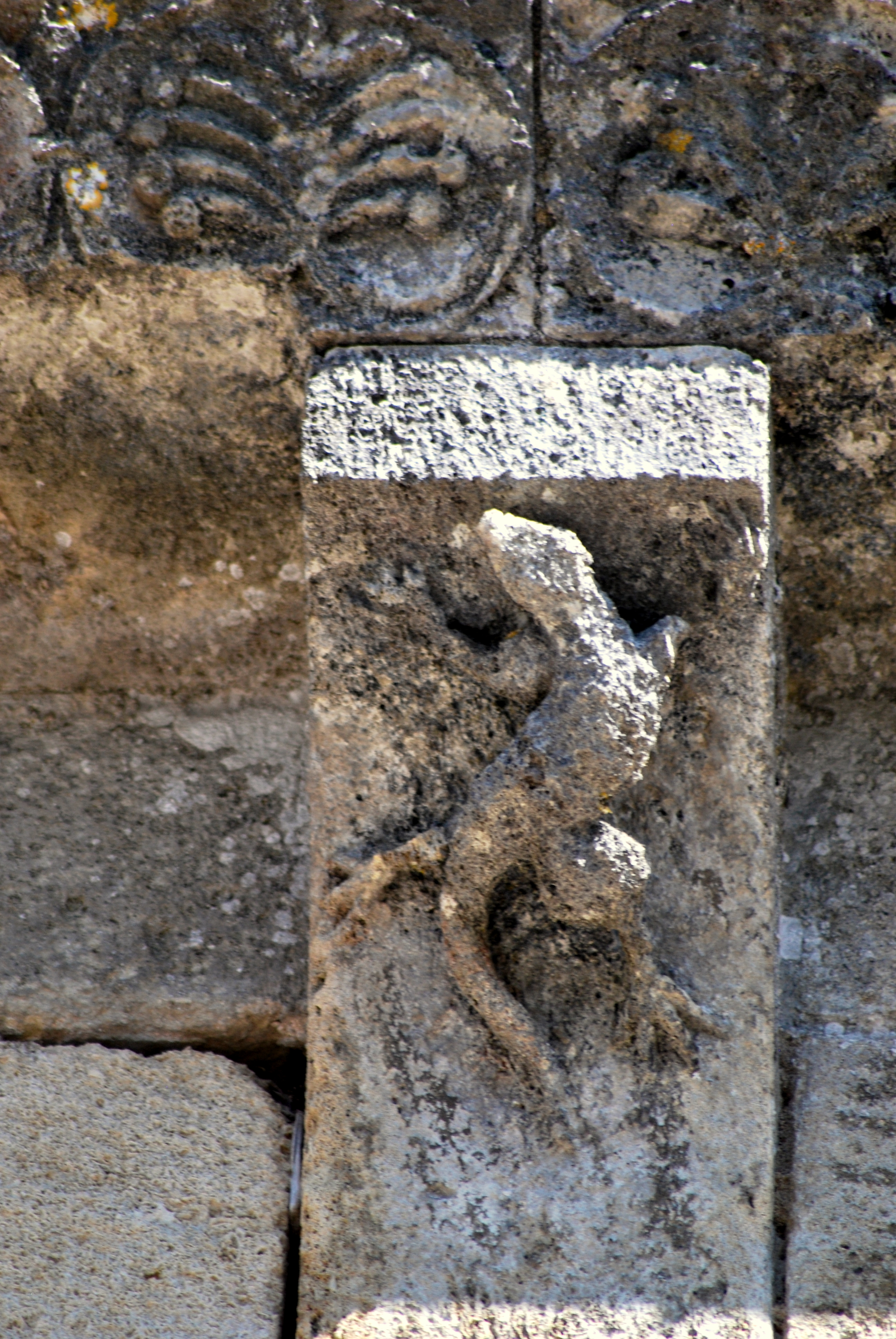
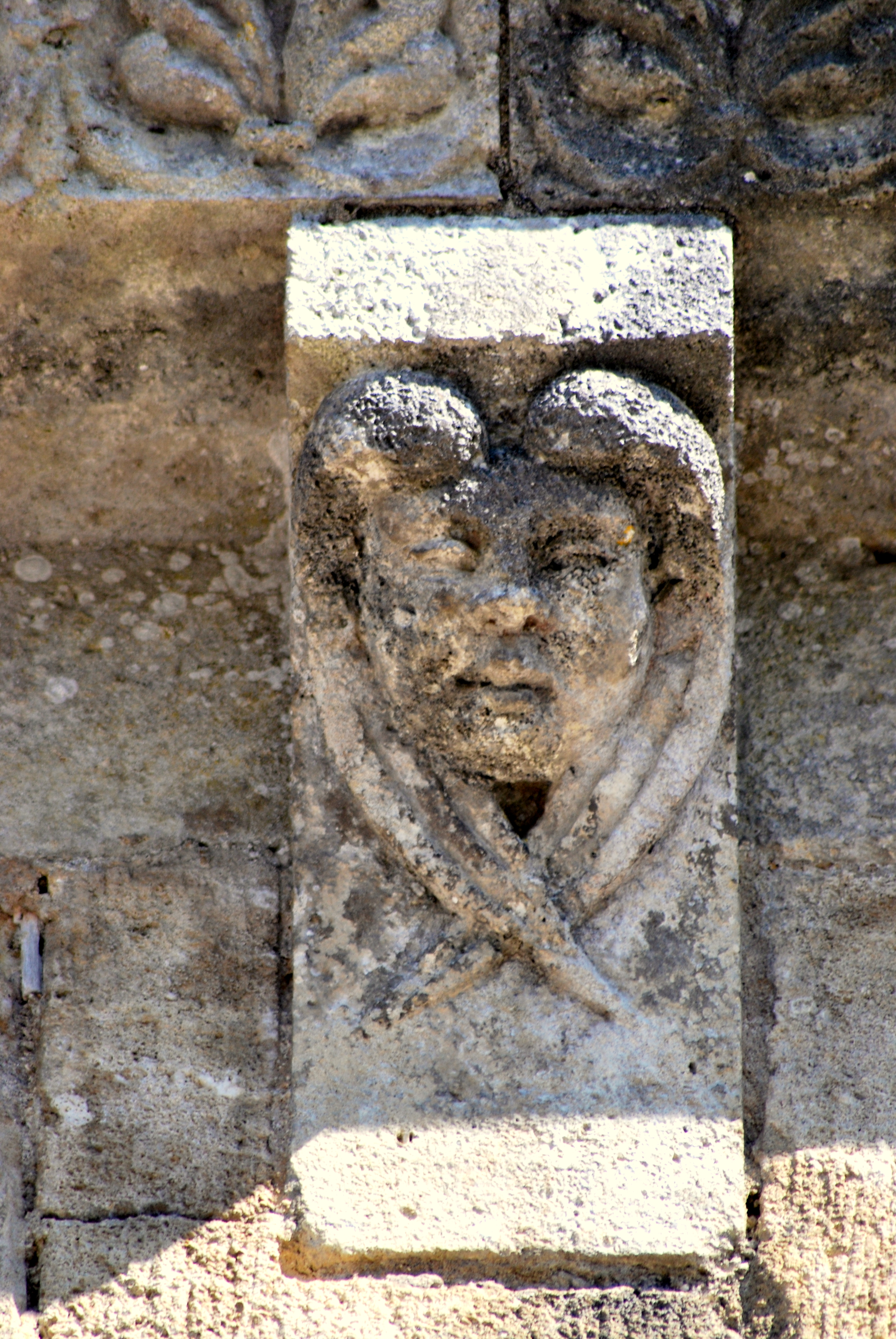
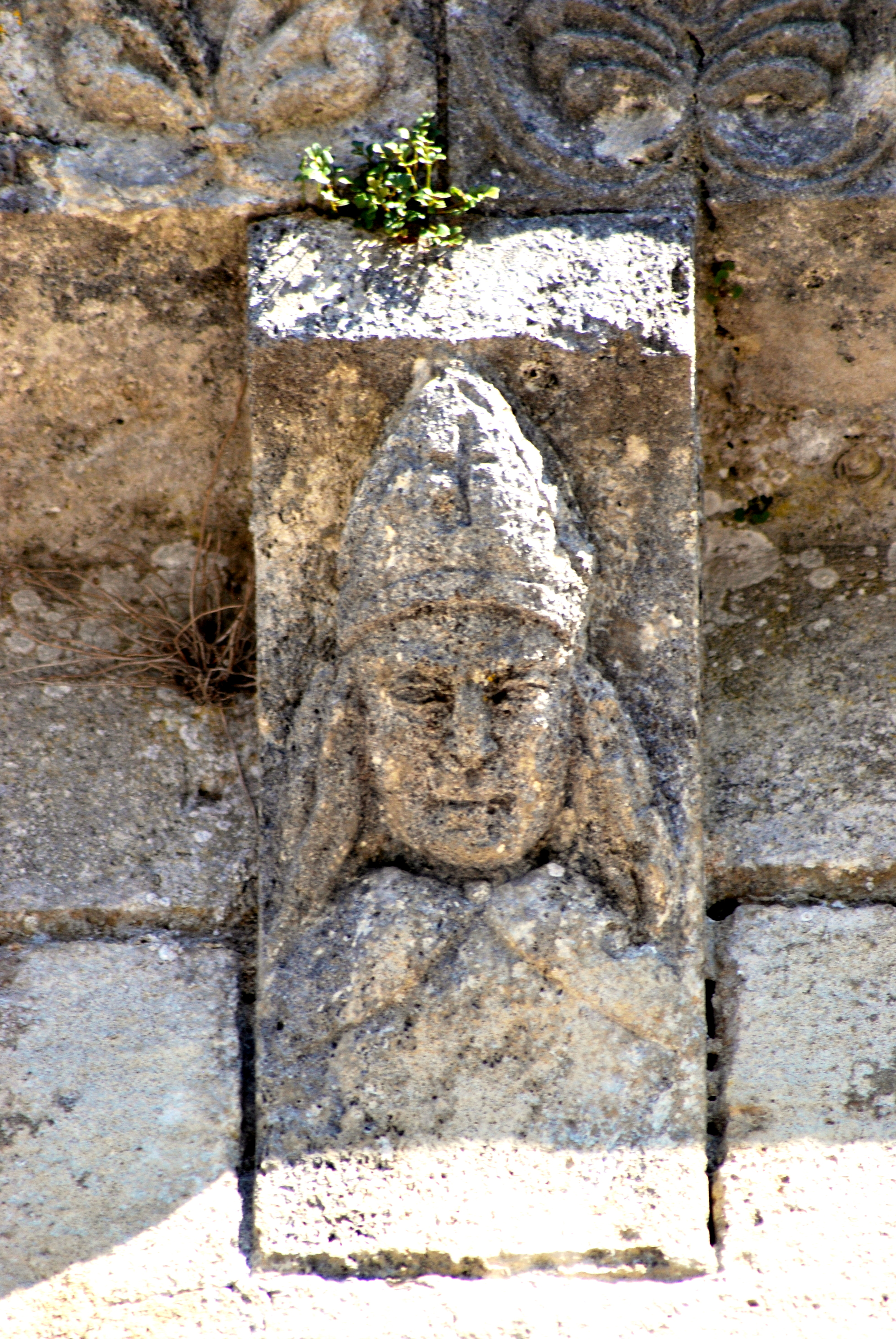
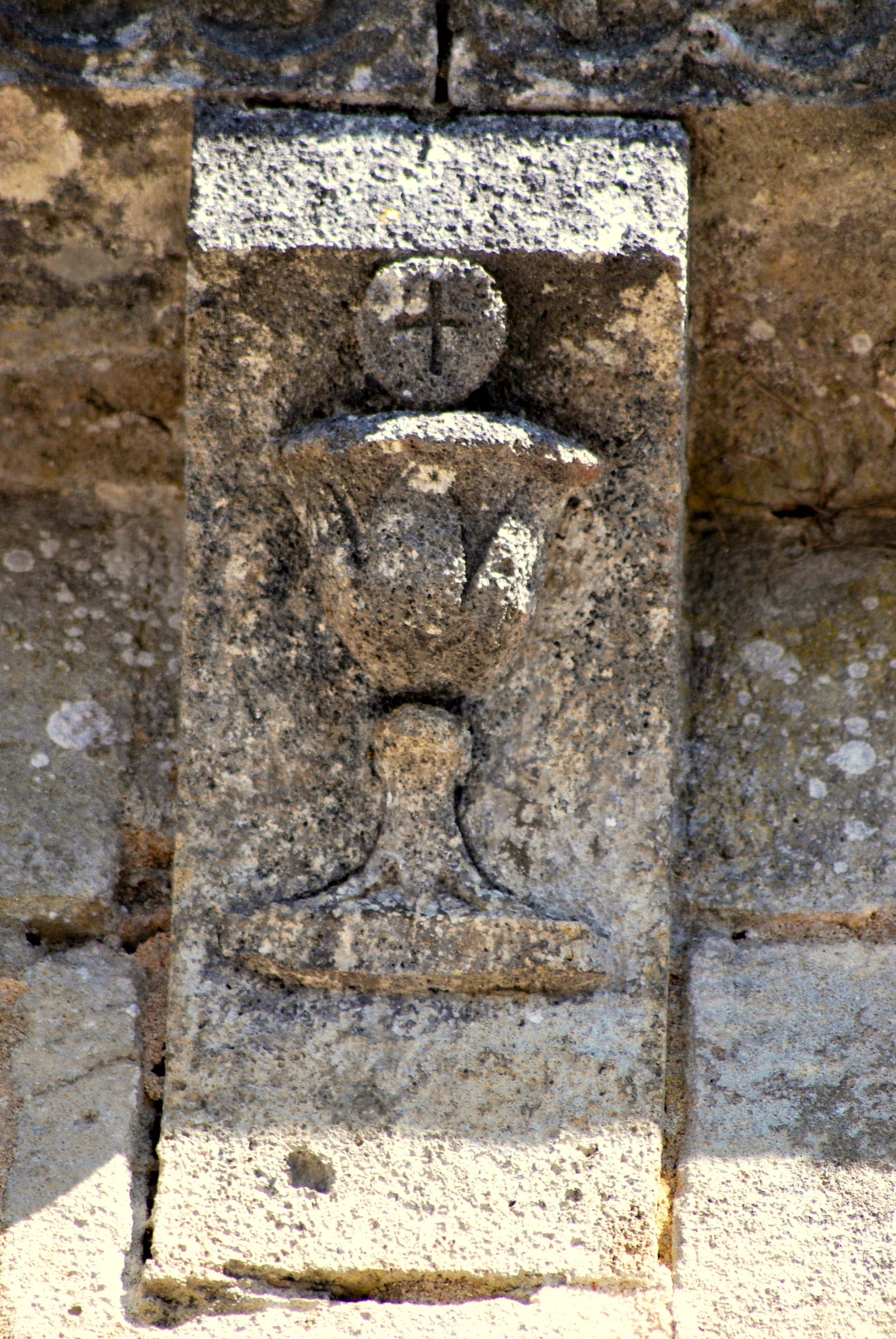
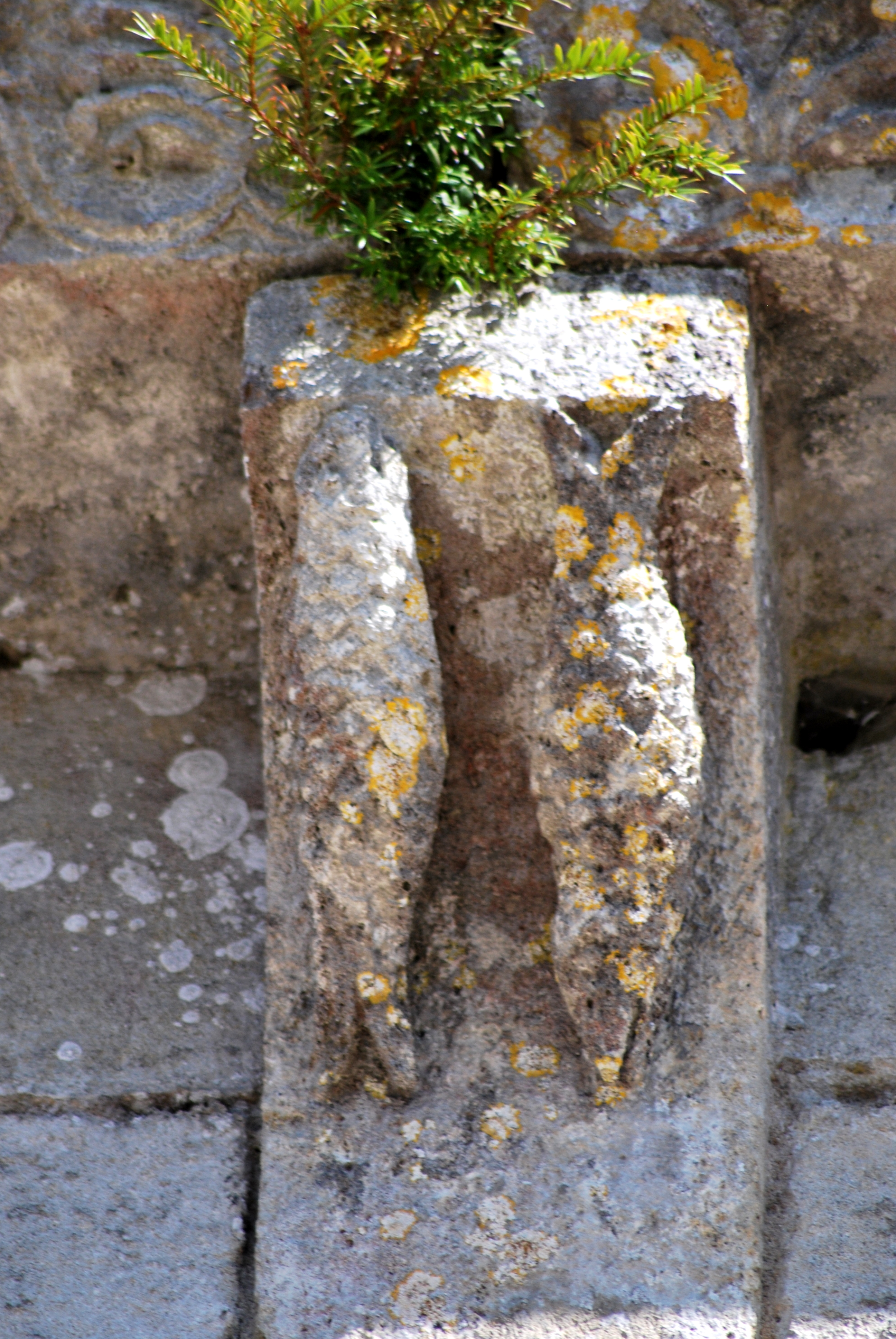
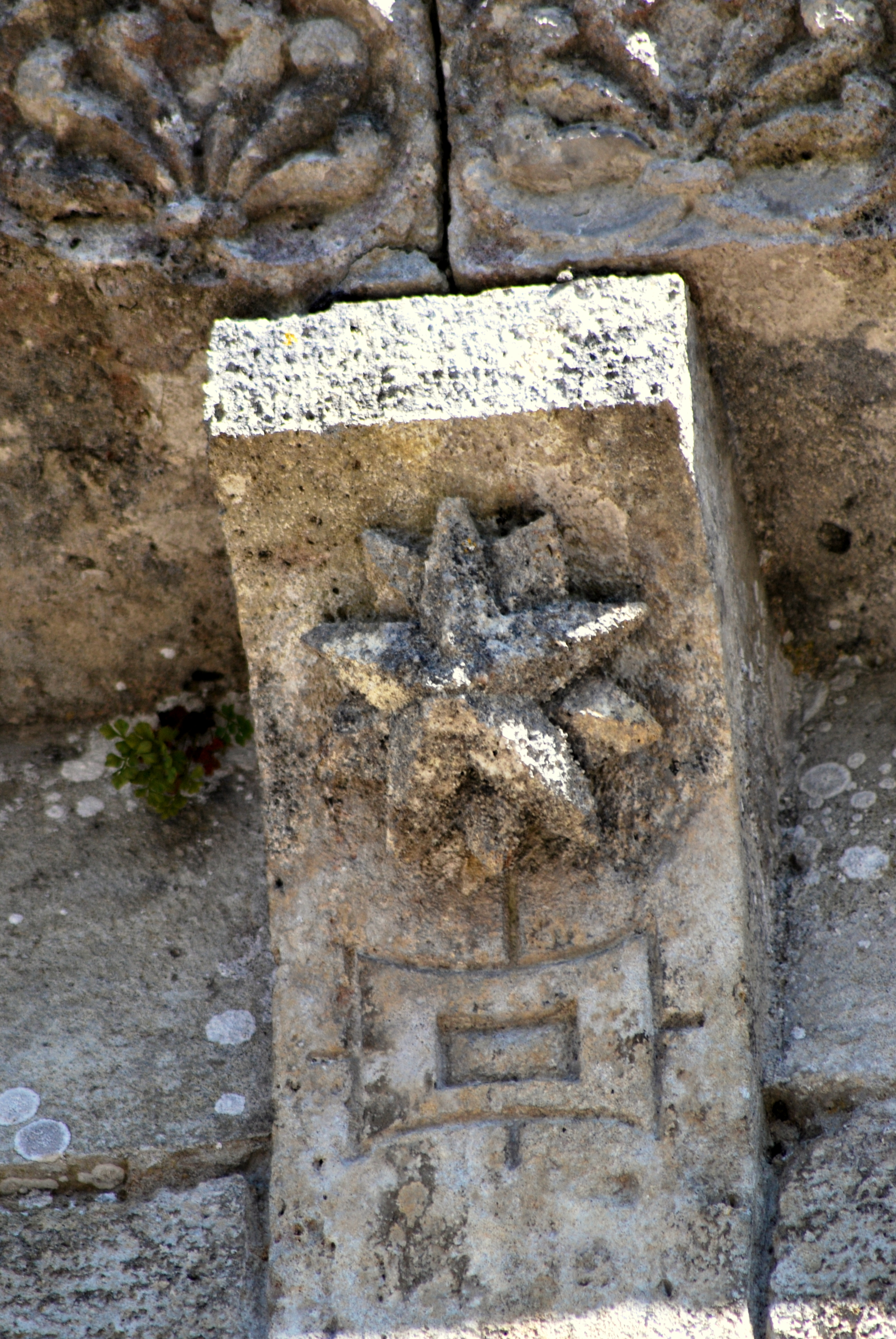
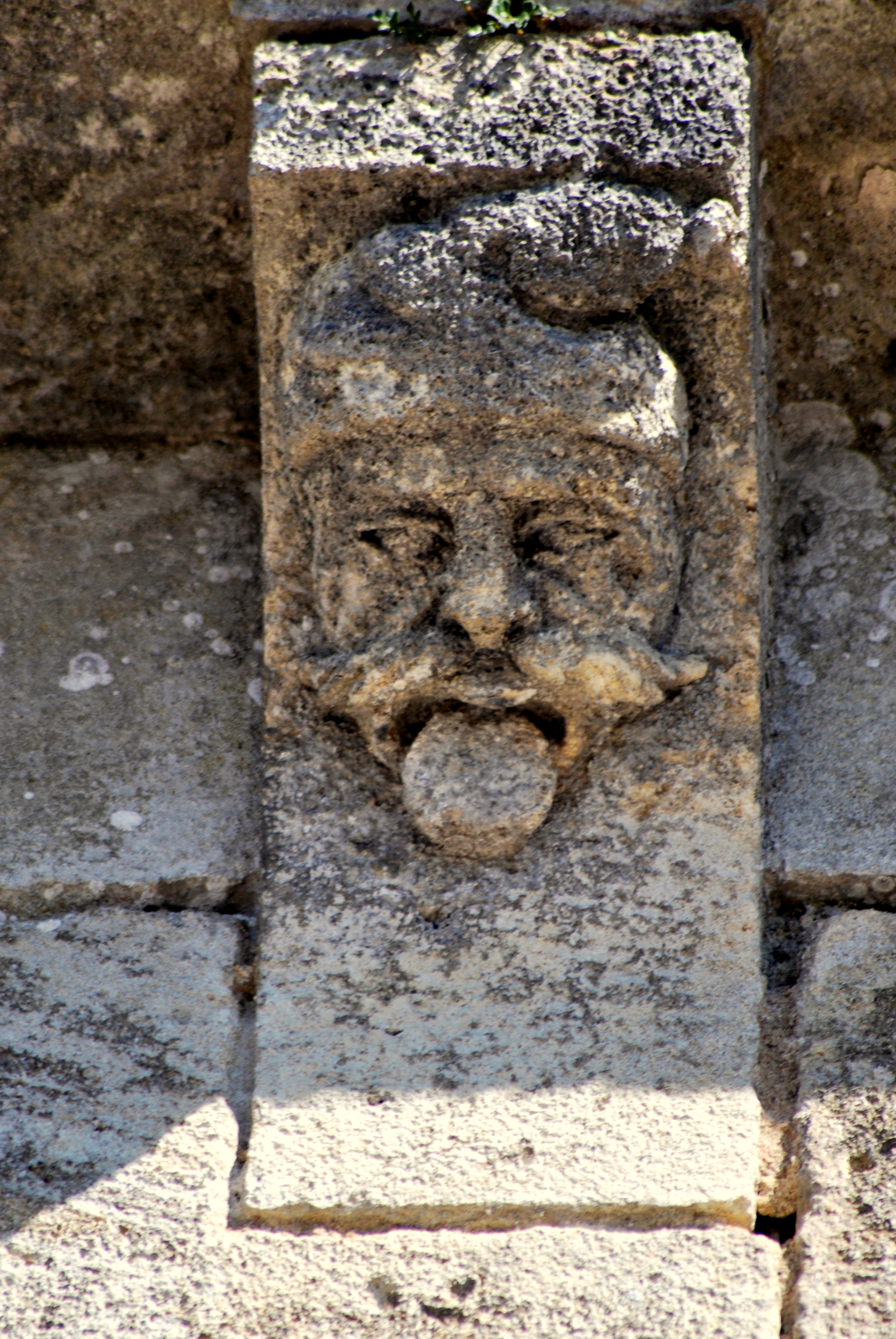
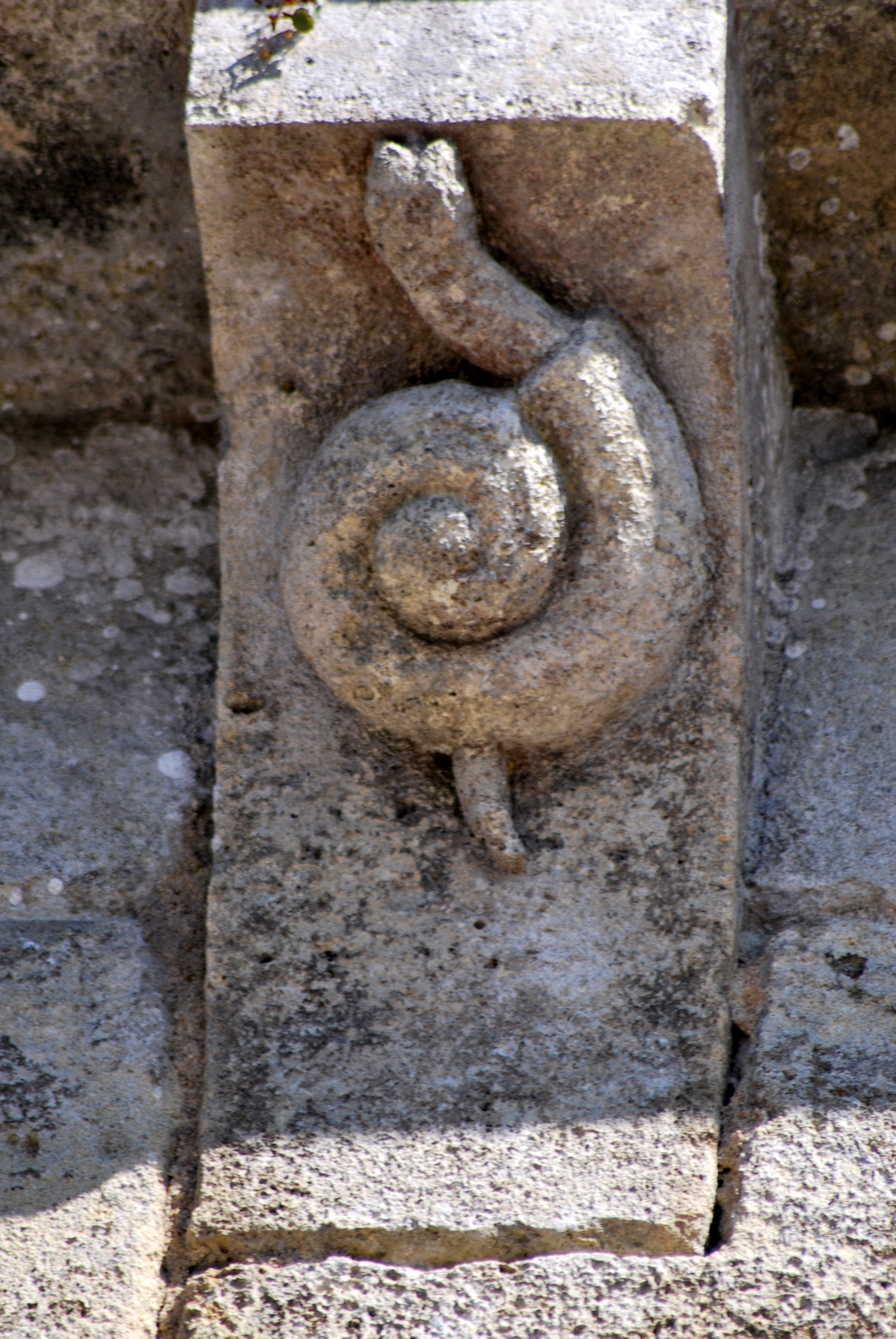
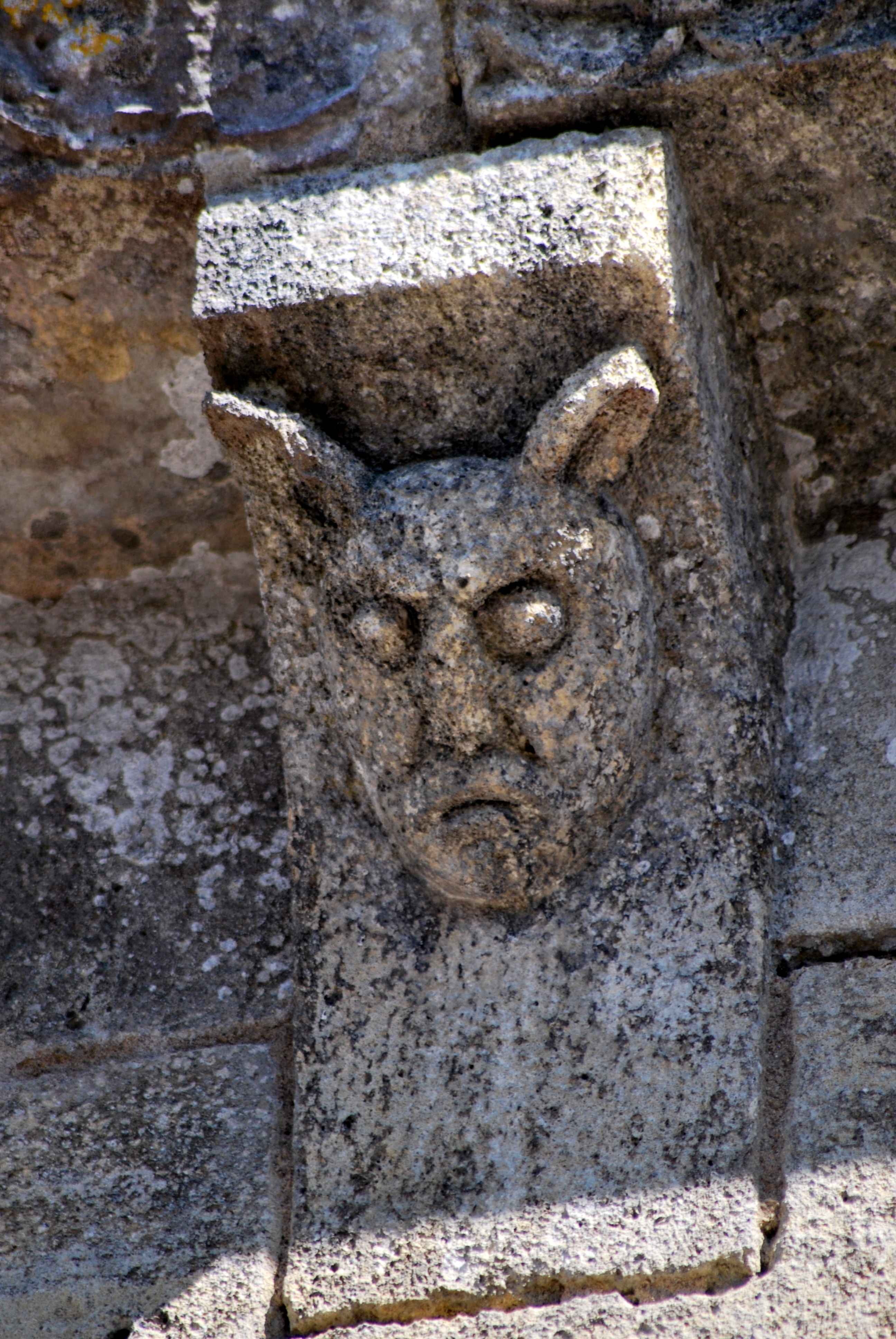
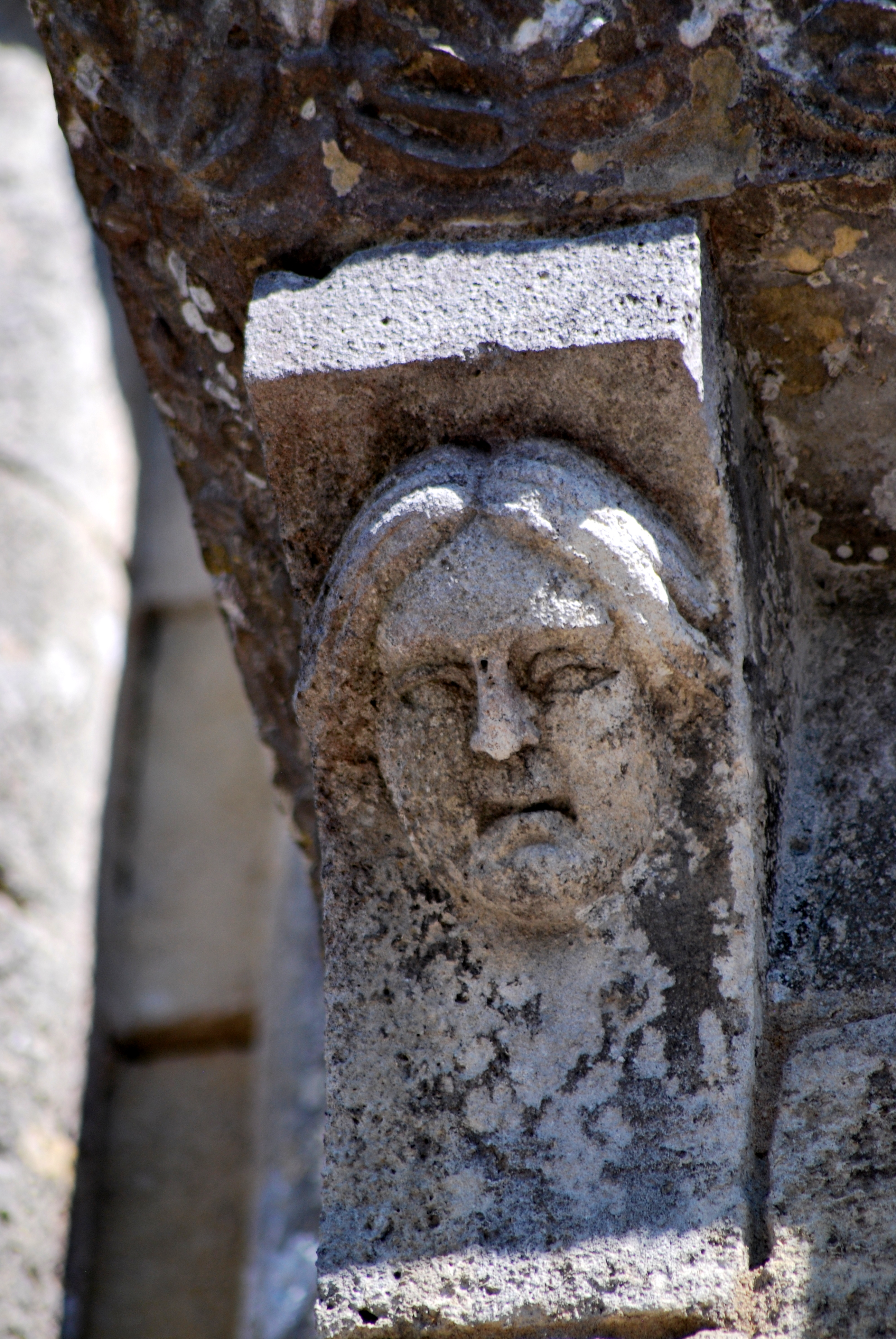

Sur le mur sud de la nef on trouve deux cadrans canoniaux gravés dans la pierre.
Ce type de cadran solaire primitif était utilisé entre le IXe siècle et le début du XIVe siècle par le clergé pour déterminer le moment dans la journée pour pratiquer certains actes liturgiques.
Il n'est pas rare de trouver, comme ici, plusieurs cadrans gravés sur la nef ou le chevet. Les raisons sont multiples. Ici, il est probable que le trou central du premier cadran s'est élargi et est devenu inutilisable, d'où la nécessité d'en graver un autre. Parfois la végétation pousse et fait ombre et parfois il est plus commode d'avoir un cadran pour l'été et un cadran pour l'hiver.

### L'intérieur
L'intérieur de l'église est très sobre. Toute trace de sculpture romane a disparu avec l'agrandissement de la nef au XVIe siècle.
| - La nef vers l'Ouest |

| - La nef vers l'Est |

| - Le sanctuaire |

- Les chapiteaux de l'arc triomphal, avec décoration végétale, datent de cette époque, ainsi que l'arcature du chevet.

- La face principale de l'autel est décorée d'un bas-relief représentant la mise en tombeau du Christ.

- La particularité de l'intérieur de l'église Saint-Christophe est une série de sept vitraux, œuvre du Maître-verrier bordelais Bernard Fournier[2]. Les trois vitraux du chevet représentent le Christ en majesté et les quatre de la nef des représentations abstraites du Tétramorphe.

|  |

| - Saint Luc - Saint Jean - Saint Marc - Saint Mathieu |